# Datar Macang
Datar Macang is een bestuurslaag in het regentschap Bengkulu Utara van de provincie Bengkulu, Indonesië. Datar Macang telt 1006 inwoners (volkstelling 2010).